# Tomopterna tuberculosa
Tomopterna tuberculosa es una especie  de anfibios de la familia Ranidae.

## Distribución geográfica
Se encuentra en Angola, República Democrática del Congo, Namibia, Tanzania, Zambia, Zimbabue y, posiblemente en Malaui y Mozambique.  

## Estado de conservación
Se encuentra amenazada de extinción por la pérdida de su hábitat natural.